# 朝鮮民主主義人民共和國政治

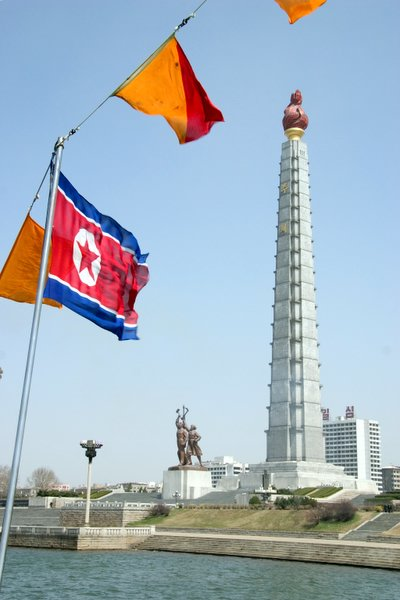
主體思想塔

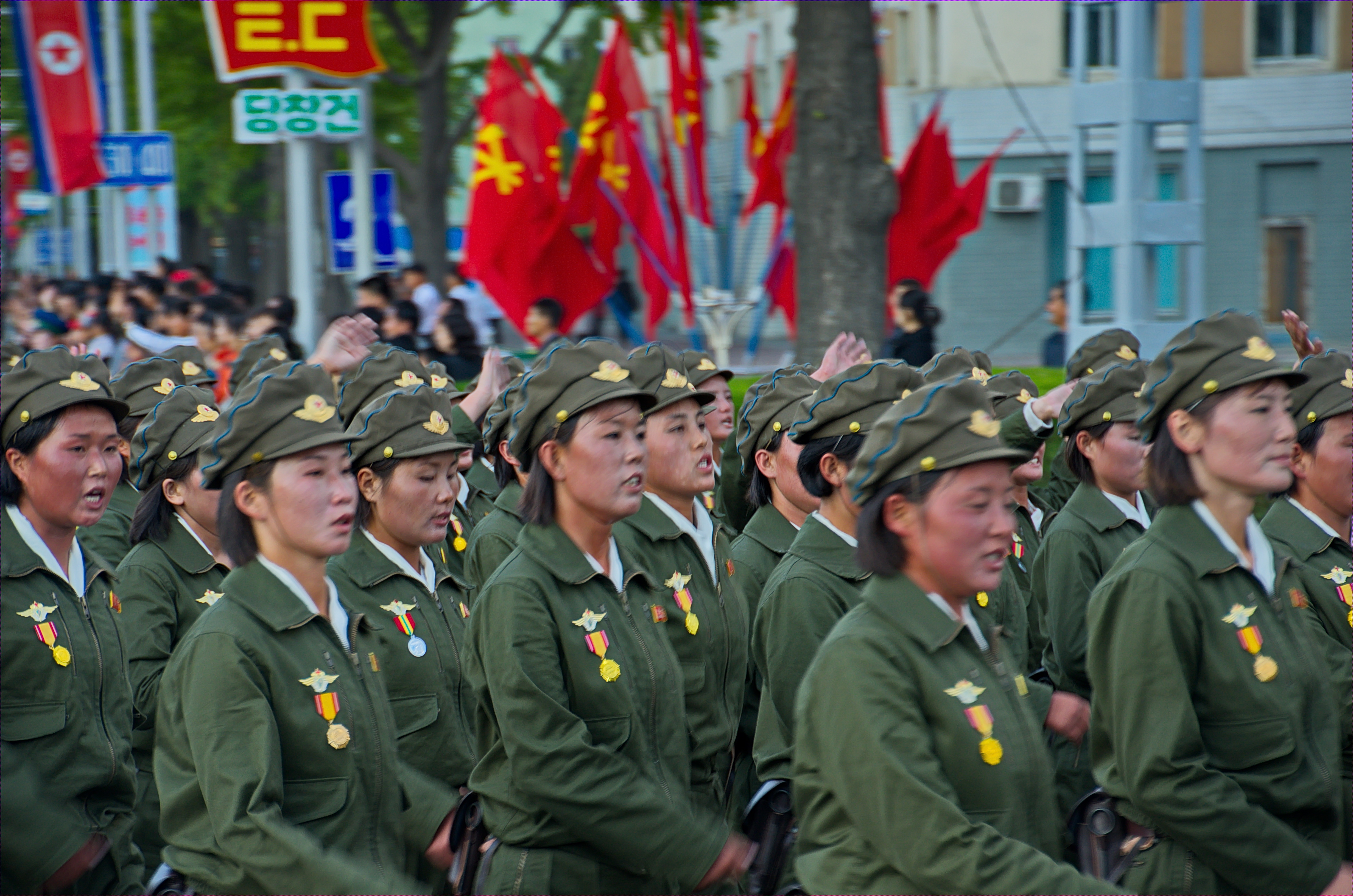
閱兵式上朝鮮勞動黨黨員女性民兵，有後備國民兵性質，屬工農赤衛隊

朝鮮民主主義人民共和國（北韓）以主體思想作為官方統治哲學。在實際施行上，這種思想使朝鮮民主主義人民共和國成為一個被西方國家視為極權主義且奉行世襲專政的一黨制國家；該國甚至時常被形容為一君主專制國家，主要即是肇因於金氏家族世代掌握政權，使金日成及其後裔成為該國事實上的君主。
經濟學人信息社在其所評估的167個國家的民主化量表中，將朝鮮民主主義人民共和國列為所有國家中威權統治最為嚴重的一個，即便該社曾明白承認「對於如何測量民主程度並沒有統一的見解」。
北韓政治以中央集權政體為基礎運行。即便《朝鮮民主主義人民共和國社會主義憲法》明文保障人民的自由權利，但事實上朝鮮民主主義人民共和國政府嚴厲限制民眾的言論自由，並密切監控北韓國民的生活。北韓憲法將朝鮮民主主義人民共和國定義為一「由朝鮮勞動黨完全領導的人民民主專政國家」，而該黨亦被憲法賦予唯一合法的領導地位。此外，雖然北韓憲法定有民主制度的保障規範，但在實際運作上，最高領導人（現為金正恩）握有對北韓政府與國家的絕對控制權，人民幾乎沒有參與政治的權利。
朝鮮目前的執政黨為朝鮮勞動黨。該黨自1948建國以來便持續掌控北韓政權。北韓境內亦有另外兩個較小的政黨存在，但兩者均受朝鮮勞動黨控制，且承認該黨擁有唯一合法的領導地位。北韓政府亦定時舉行選舉，但候選人往往僅有一名，且所有候選人均是由朝鮮勞動黨於選舉前圈選出來的。
金日成被視為國父，他於1948年北韓建國後便持續掌權，先後出任朝鮮勞動黨委員長和總書記，直至其於1994年7月逝世後，政權方移由其子金正日繼承。雖然金正日自1980年代起便被其父親指名為接班人，當選朝鮮勞動黨中央政治局常委。金正日於1997年為父親「守孝」三年後方正式接任朝鮮勞動黨總書記和國防委員會委員長，自此掌握朝鮮黨政最高權力和武裝力量的完全指揮權。北韓憲法隨後修正，並將金正日擔任的國防委員會委員長定為「全國最高職位」。國家主席一職亦於此次修憲中被廢除，同時將該稱號永久保留予金日成，並追封其為「共和國永遠的主席」。
西方世界多半視北韓為獨裁國家。北韓政府透過修憲等手段抛棄了馬克思列寧主義，並以自行發展出的主體思想取而代之，進而成為北韓的官方思想。金正日主政時期，先軍政治受北韓官方重視。北韓政府更進一步於2009年完全刪除憲法中所有涉及共產主義的用語。
在主體思想與先军政治的影響下，朝鮮人民軍的地位被進一步提升，並幾乎占據了北韓政治體系和經濟體系的核心位置。所有政策均須符合軍隊優先的精神，並需以軍事化手段加以執行。以金正日為例，他的公開行程多半與現場指導或軍事相關活動有關。軍隊地位的強化與在政治體系中的中心性於第10屆最高人民会议第一次代表大會中被確立，自此在金正日時期作為軍隊統帥的國防委員會委員長成為國家領導人。

## 最高領導人

金日成的官方肖像

金正日的官方肖像

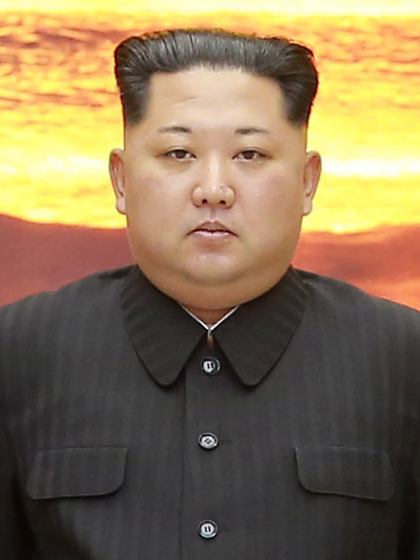
金正恩的肖像

朝鮮民主主義人民共和國自1948年建國以來，共有三任最高領導人，分別為「國父」金日成、其子金正日與現今在位的金正恩。
金日成
- 內閣首相（1948年9月9日－1972年12月28日）
- 朝鮮勞動黨中央委員會委員長（1949年6月30日－1966年10月12日）
- 朝鮮勞動黨中央委員會總書記（1966年10月12日－1994年7月8日）
- 朝鮮民主主義人民共和國主席（1972年12月28日－1994年7月8日）
- 「朝鮮民主主義人民共和國大元帥」（1992年被授予）
- 「共和國永遠的主席」（1998年9月5日追封）

金正日
- 國防委員會委員長（1994年7月8日－2011年12月17日）
- 朝鮮勞動黨總書記（1997年10月8日－2011年12月17日）
- 「朝鮮勞動黨永遠的總書記」（2012年4月11日追封）
- 「朝鮮民主主義人民共和國大元帥」（2012年4月11日追封）

金正恩
- 朝鮮勞動黨第一書記（2012年4月11日－2016年5月9日）
- 朝鮮勞動黨中央軍事委員會委員長（2012年4月11日－現任）
- 國防委員會第一委員長（2012年4月13日－2016年6月29日）
- 朝鮮勞動黨委員長（2016年5月9日－2021年1月10日）
- 國務委員會委員長（2016年6月29日－現任）
- 朝鮮國務委員長（2020年11月16日－現任）
- 朝鮮勞動黨總書記（2021年1月10日－現任）

## 領導機構

### 朝鮮勞動黨領導機構
朝鮮勞動黨是朝鮮民主主義人民共和國唯一的執政黨。

#### 朝鮮勞動黨總書記
朝鮮勞動黨總書記是勞動黨的最高負責人，也是朝鮮民主主義人民共和國的最高領導人。

#### 朝鮮勞動黨中央委員會政治局
作為朝鮮勞動黨領導機構的中央政治局是北韓事實上的最高權力機關，其中中央政治局常務委員會又是該機構中主要的意思決策機關。常務委員會由政治局常委組成。根據2021年1月10日朝鮮勞動黨第八屆中央委員會的表決結果，常務委員共五人，分別為金正恩、崔龍海、李炳哲、金德訓與趙甬元。

#### 朝鮮勞動黨中央委員會書記局
中央委員會書記局負責執行由政治局做成的決策。書記局成員共10人，書記局由總書記領導；其他成員則多由國務委員會或政治局成員兼任。

### 國家領導機構

#### 國務委員會
除勞動黨權力機構外，朝鮮民主主義人民共和國國務委員會是憲法規定的最高領導機構，委員共計13人，負責國家國防建設事業相關政策的制定與討論。國務委員長由最高人民會議選出，且有權任免國家重要幹部。此外，國務委員會成員一般身兼勞動黨幹部職務。

#### 內閣
根據《朝鮮民主主義人民共和國社會主義憲法》的規定，朝鮮內閣是朝鮮國家最高權力的行政執行機關，是總括性的國家管理機關。內閣由總理、副總理、相（部長）、委員會委員長和其他成員組成。內閣對國家最高權力機關最高人民會議及其常任委員會負責。

## 政黨與選舉

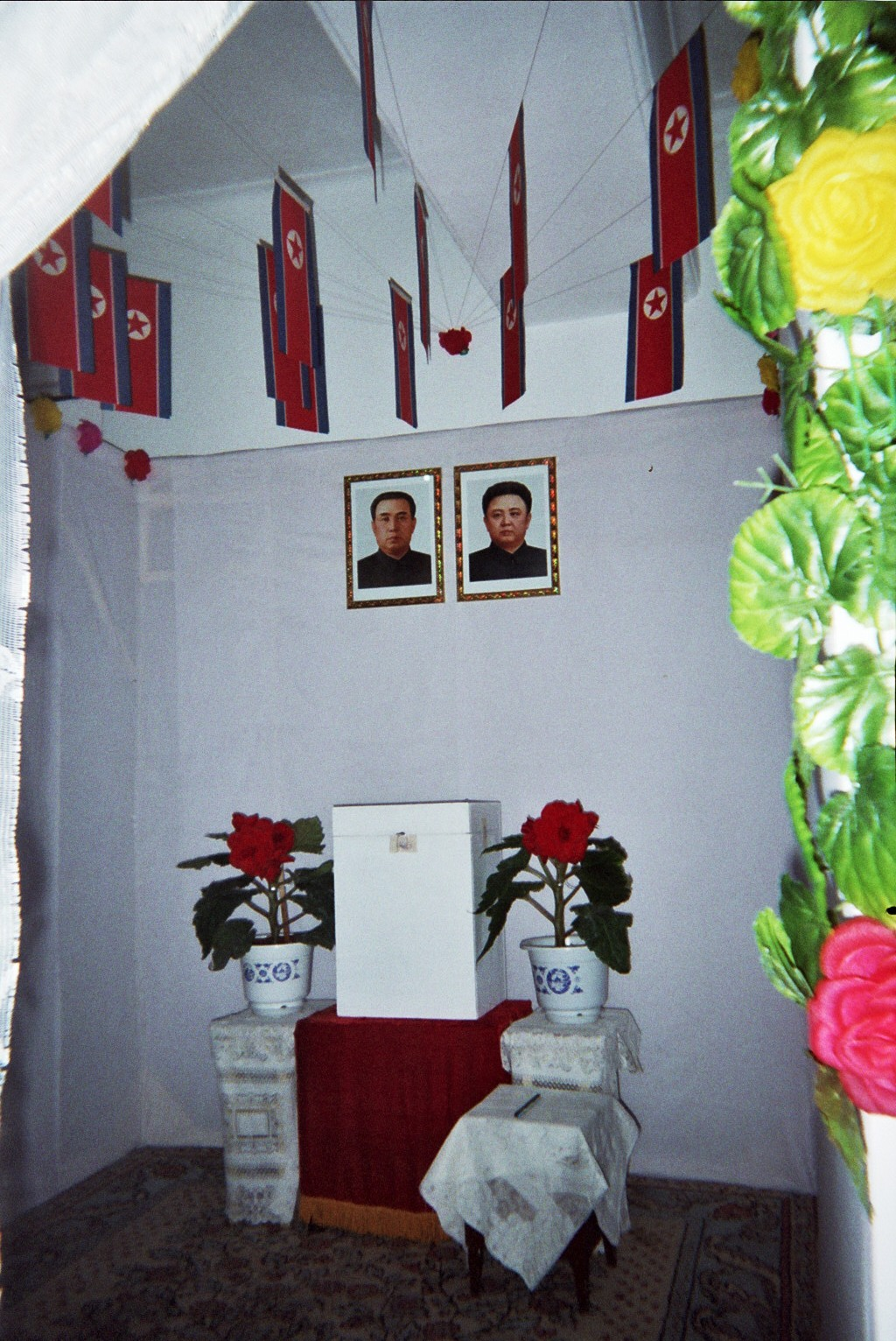
北韓的投票站

根據《朝鮮民主主義人民共和國社會主義憲法》，朝鮮民主主義人民共和國是一個民主共和國，最高人民會議與各地的地方人民會議代表均需透過普選與無記名的方式選出。任何北韓公民於年滿17歲後均有選舉權。事實上，北韓的選舉多半僅有一位候選人，而非普通民主國家中所常見的多數候選人競爭選舉。北韓民眾對於該候選人僅有同意或不同意其當選二選項可選擇；欲選擇不同意該候選人當選者須至非秘密的特殊投票亭內將選票上候選人的姓名劃掉，再投入特殊的票匭中。然而，根據許多脫北者的說法，這麼做的風險是相當高的，而且光是計畫投反對票就可能惹來許多麻煩。
所有候選人都是祖國統一民主主義戰線的成員。其餘兩個較小的政黨分別為天道教青友党與朝鲜社會民主黨；它們於國會中亦握有少數席位。兩黨的候選人亦會受到朝鮮勞動黨的直接控制。

## 政治意識形態
北韓在史達林時期時原是蘇聯緊密的盟友，但其後來的政治思想越發獨特，並孤立於世界其他共產主義國家的政治意識形態。北韓政府於1972年的憲法修正案中摒棄了馬克思列寧主義，並以主體思想為官方的政治哲學。2009年，北韓憲法再次修正，並將所有共產主義（공산주의）用語自憲法中抹去。

## 政治發展

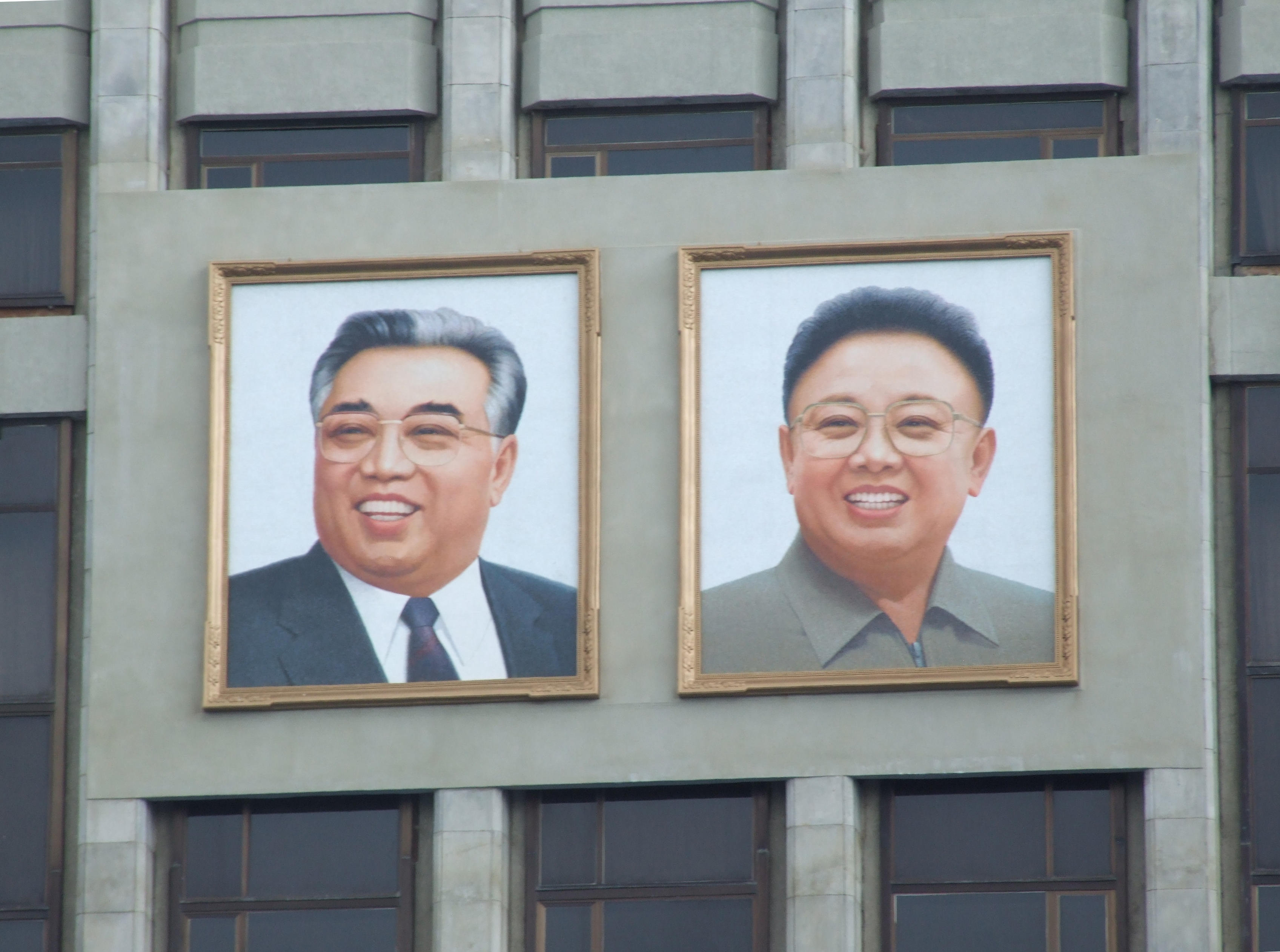
金日成像（左）與金正日像（右）

在北韓歷史中，其政治體制大大受到其與南韓的關係牽動。冷戰期間，北韓與蘇聯及中华人民共和国站在同一陣線。北韓政府大力投資軍隊，期望能發展出一支能統一朝鮮半島全境並擊敗美韓軍隊的武裝力量。在主體思想的支配下，北韓以高度的經濟獨立性為發展目標，並整合國內所有資源抵禦外來勢力的威脅。
當蘇聯於1990年代解體後，朝鮮頓失援助，進而導致該國國內長時間的經濟危機，其中包括嚴重的農業與工業資源短缺。當時北韓政府最主要的政治目標即是要設法在不危及內部政權穩定的前提下鞏固經濟基礎，同時要防禦對國家存續造成威脅的境外勢力。時至今日，北韓仍不斷透過開放邊界貿易與接受技術援助等方式增進與大韓民國的關係，亦小有成功，但其堅決發展核子武器與彈道飛彈的意圖卻成為其與南韓及美國建立穩定關係的最大阻礙。北韓亦在部分經濟區試辦市場經濟制度，但其影響有限。部分北韓觀察家認為金正恩本人事實上相當歡迎這種改革，但黨及軍隊內的守舊派系卻決意反對任何可能對北韓穩定造成威脅的改變。
雖然偶有報導稱北韓境內存在著反對政府的跡象，但整體而言北韓政府目前的統治根基相當牢固。朝鮮勞動黨依然持續壟斷政治參與權，杜絕任何人民參政的可能。南韓智庫世宗研究所曾於2012年6月25日表示與其父親相比，北韓的新任領導人金正恩更重視人民的福祉，亦更樂於與人民互動，因此他有可能會考慮實施經濟改革措施，同時將北韓的國際關係正常化。2017年起朝鮮核問題升溫，雖然有不少反朝論國際聲浪認為可以從內部使政治崩潰，或是只要南韓和外國軍力一攻入國內人民就會起來響應推翻，然而新加坡前副外長比拉哈里·考西坎在日本媒體受訪時表示根據他的研究朝鮮的體制在某種意義上是有功能的，算不上不穩定，外界最好避免自己觀點的主觀預測。同時期中國全國人大外委會主任委員傅瑩在美國重要智庫布魯金斯研究院發表論文《朝鮮核問題：過去、現在和未來--中國視角》中認為所謂政治崩潰的機率很低，其國民基本生存問題已經解決，其實北韓內部有進行一些經濟改革，飢荒也早已是遙遠的歷史事件，只是西方媒體刻意忽略。

## 外部連結
- Uriminzokkiri.com （页面存档备份，存于）
- Freedom House Country Report on North Korea （页面存档备份，存于）
- The North Korean Human Rights Act: Documents and Background Materials

- The North Korean International Documentation Project （页面存档备份，存于）
- North Korea Uncovered （页面存档备份，存于）, a comprehensive mapping on Google Earth of the DPRK's political and economic infrastructure